# پل فون رننکمپف

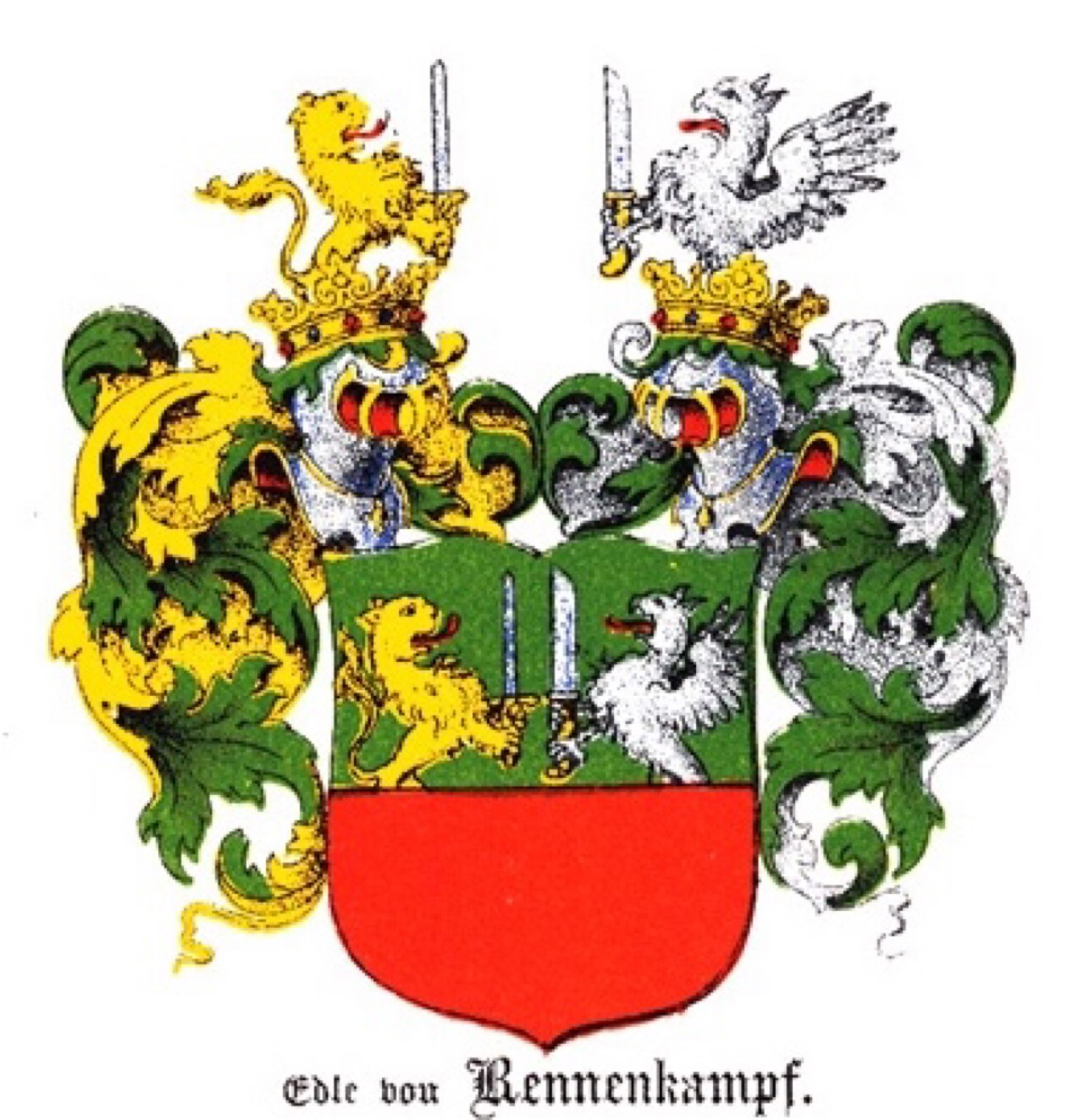
نشان خانوادگی ادل فون رننکمپف در سال ۱۷۲۸، در کتاب نشان بالتیک اثرCarl Arvid von Klingspor در سال ۱۸۸۲

پل گئورگ ادلر  فون رننکمپف  (روسی: Па́вел Ка́рлович Ренненка́мпф ; ۲۹ آوریل [سبک قدیمی: ۱۷] ۱۸۵۴ - ۱ آوریل ۱۹۱۸)، در انگلیسی معروف به Paul von Rennenkampf، نجیب‌زاده آلمانی اهل بالتیک، دولتمرد و ژنرال ارتش امپراتوری روسیه بود که در خط ابتدایی جبهه شرقی فرماندهی ارتش اول روسیه در حمله به پروس شرقی در جنگ جهانی اول را بر عهده داشت. وی همچنین به عنوان آخرین فرمانده منطقه نظامی ویلنا خدمت کرد.
رننکمپف به عنوان یک فرمانده سواره نظام تأثیرگذار در دوران شورش مشت‌زن‌ها و جنگ روسیه و ژاپن شهرت یافت. وی همچنین، گروهی که وظیفه سرکوب جمهوری چیتا را طی انقلاب ۱۹۰۵ روسیه بر عهده داشت، رهبری کرد که این امر باعث ارتقا بیشتر وی شد. با آغاز جنگ جهانی اول رننکمپف فرمانده ناحیه نظامی ویلنا بود که از نیروهایش برای تشکیل ارتش اول روسیه که تحت فرماندهی وی درآمده بود، استفاده شد. او ارتش اول روسیه را در حمله به پروس شرقی هدایت کرد و در اواخر اوت ۱۹۱۴ پیروزی زودهنگامی را در گومبینن بدست آورد، اما پس از شکست در تاننبرگ، دریاچه‌های ماسورین و وچ از فرماندهی برکنار شد، اگرچه بعدها با توجه به تحقیق رسمی انجام شده، از اتهام اشتباه انجام شده در شکست ارتش روسیه در نبرد وچ بی گناه شناخته شد. رننکمپف در جریان ترور سرخ در سال ۱۹۱۸ توسط بلشویک‌ها در تاگانروگ مورد اصابت گلوله قرار گرفته و به قتل رسید.

### جنگ جهانی اول

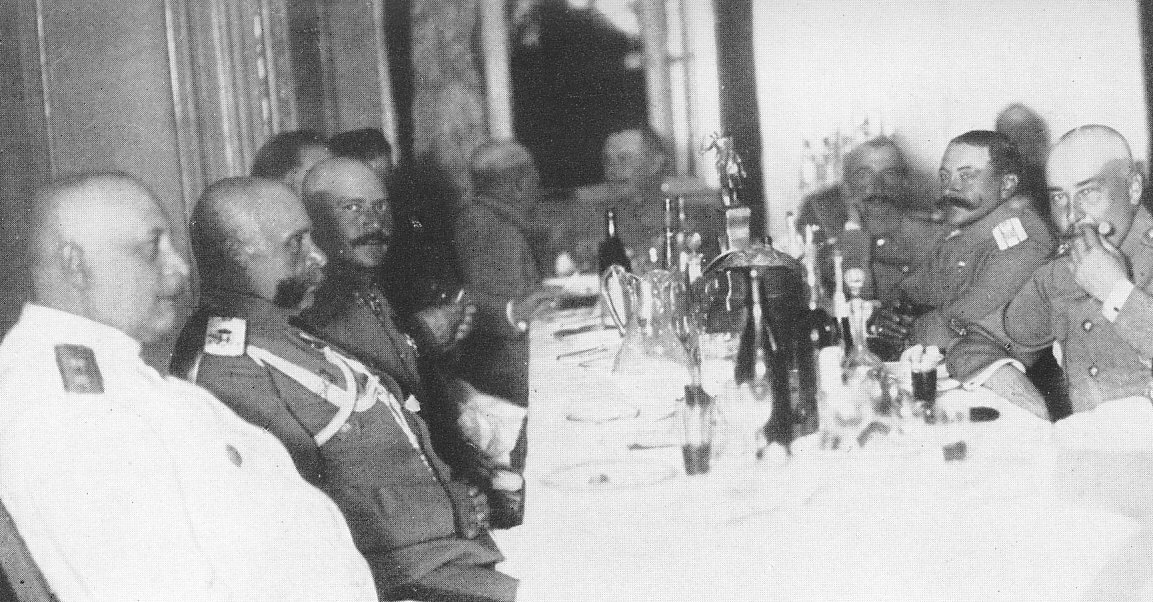
رننکمپف (دومین نفر در سمت چپ) با کارکنان خود در هتل "Dessauer Hof" در اینستربورگ در پروس شرقی

در آغاز جنگ جهانی اول، رننکمپف تحت فرماندهی کل قوای روسیه ژنرال یاکوف ژیلینسکی، به عنوان فرمانده ارتش اول روسیه در جبهه شمال غربی منصوب شد. در ۷ آگوست ۱۹۱۴، رننکمپف و نیروهایش از شرق وارد پروس شرقی شدند. هنگامی که ارتش هشتم آلمان، به دستور ژنرال ماکسیمیلیان فون پریتویتس، عقب‌نشینی نمود؛ شکافی بین ارتش روسیه ایجاد شد. با بهره‌گیری از این امر، لشکر اول سلطنتی آلمان، به فرماندهی ژنرال هرمان فون فرانسوا، در نبرد استالوپنن با انجام ضدحمله در جبهه شرقی جنگ را آغاز کرد. اگرچه این یک پیروزی برای آلمان‌ها بود، اما بمباران توپخانه روسیه حملات آلمان را متوقف کرد و باعث شد ژنرال فرانسوا به شهر گومبینن عقب‌نشینی کند. پس از این اتفاق، رننکمپف به پیشروی خود ادامه داد و ارتش هشتم آلمان را که تحت فرماندهی ژنرال پریتویتس بود در نبرد گومبنن شکست داد. اما به دلیل ارزیابی نادرستی که بعدها توسط ژنرال ژیلینسکی انجام شد، پیروزی در گومبینن ارزش خود را از دست داد. پس از نبرد گومبینن، ژنرال ژلینسکی به رننکمپف دستور داد تا حمله ای علیه قلب پروس شرقی، کونیگسببرگ را آغاز کند، اما ارتش وی به دلیل اشتباهی که ژنرال ژیلینسکی مرتکب شد، نتوانست به ارتش دوم روسیه که تحت فرماندهی ژنرال الکساندر سامسنوف بود؛ بپیوندد. در نتیجه، ارتش هشتم آلمان تحت فرماندهی جدید، ژنرال (بعدها فیلد مارشال) پاول فون هیندنبورگ، با شکاف ایجاد شده بین دو ارتش اول و دوم روسیه، ارتش دوم را در حوالی آلنشتاین (طی نبرد تاننبرگ) محاصره و تقریباً نابود کرد. هنگامی که ژنرال سامسنوف ناامید درخواست‌های خود را برای کمک ارسال کرد، رننکمپف به جای اینکه بلافاصله پاسخ دهد و برای کمک به سامسنوف به سمت جنوب حرکت کند، تقریباً به‌طور کامل درخواست کمک را نادیده گرفت، و سرانجام در حالی او و افرادش بسیار کندتر از آنچه که انتظار می‌رفت حرکت به سمت جنوب را آغاز نمودند (احتمالاً به دلیل رقابت شخصی بین رننکمپف و سامسنوف) که کمک به ارتش دوم دیگر دیر شده بود. این یکی از دلایل اصلی شکست ارتش دوم روسیه در نبرد تاننبرگ بود. پس از این نبرد، ژنرال سامسنوف به دلیل سرافکندگی ناشی از شکست، دست به خودکشی زد.
پس از نابودی ارتش دوم روسیه در نبرد تاننبرگ، ارتش تحت فرماندهی رننکمپ در استحکامات دفاعی دیما، لاوا و منطقه دریاچه‌ای ماسوریان مستقر شد. در ۷ سپتامبر، اولین نبرد دریاچه‌های ماسوریان آغاز شد، در حالی که آلمان‌ها با یک گروهان قدرتمند به جناح چپ ارتش یکم روسیه حمله کردند، ژنرال ژیلینسکی قول داد که از رننکمپف حمایت کرده و تجهیزات و آذوقه مورد نیاز ارتش او را فراهم کند. در نتیجه، ارتش یکم مجبور شد با عجله عقب‌نشینی کند. سپاه دوم ارتش به رهبری ژنرال ولادیمیر اسلیوسارنکو مقاومت ناامیدانه‌ای انجام داد، و خود رننکمپف نیز که همه سواران، اندوخته‌ها و نیروها را که همه از جناح راست به جناح چپ سپاه بیستم ارتش منتقل کرد تا از محاصره روس‌ها توسط ژنرال هیندنبورگ جلوگیری کند. در ۱۵ سپتامبر، او ماهرانه افراد خود را از محاصره بیرون کشید و پشت منطقه نِمان عقب‌نشینی کرد و تمام نیروهای باقیمانده خود را نجات داد. پس از این ناکامی، علی‌رغم تمام تلاشی ژنرال ژیلینسکی برای مقصر نشان دادن رننکمپف در این شکست، ژیلینسکی برکنار شد و ژنرال نیکولای روزسکی جایگزین وی شد.
در اواسط ماه نوامبر در وچ، به دلیل بلاتکلیفی و اشتباهات روزسکی، ارتش یکم نتوانست مانع از فرار نیروهای ذخیره XXV ژنرال راینهارد فون شفر بویدل از محاصره شود. پس از این اتفاق درگیری شدیدی بین رننکمپف و روزسکی درگرفت و رننکمپف از دفتر فرماندهی اخراج شد. اقدامات وی در طول نبرد موضوع کمیسیون ویژه ای تحت فرماندهی ژنرال پیتر فون بارانف قرار گرفت، وی حتی به دلیل داشتن نژاد آلمانی به جرم خیانت محاکمه شد و در اوایل اکتبر ۱۹۱۵ با لباس رسمی و مستمری اخراج شد. پس از آن، وی در پتروگراد ماند و تا زمان کودتای بلشویکی در کنار همسرش ورا دوران بازنشستگی خود را گذراند با این حال، زندگی او در دوران بازنشستگی بسیار ناراحت‌کننده بود، زیرا علی‌رغم این که او به دروغ به خیانت متهم شده بود، در سراسر روسیه در همه خیابان‌ها و مکان‌های عمومی، مردم به او توهین می‌کردند. حتی آلمانی‌های بالتیک نیز او را به خیانت متهم کردند، به گفته ورا، آلمانی‌های بالتیک او را «میهن‌پرست روس» و «روس دوست مخوف» می‌نامیدند. همه این وقایع رننکمپ را به یک رنج عمیق دچار کرد.

### انقلاب فوریه
رننکمپف بلافاصله پس از انقلاب فوریه دستگیر شد، زیرا بسیاری از انقلابیون نقش او را در سرکوب جمهوری چیتا در سال ۱۹۰۵ به یاد داشتند. وی سپس توسط کمیسیون تحقیقات فوق‌العاده جمهوری روسیه مورد بازجویی قرار گرفت، هرچند او به هیچ جرمی متهم نبود.

### انقلاب اکتبر و مرگ
رننکمپف پس از انقلاب اکتبر دوباره دستگیر شد و مانند بسیاری دیگر از مقامات روسیه تزاری در قلعه پیتر و پل زندانی شد. وی پس از مدت کوتاهی به دلیل وخامت حال آزاد شد. پس از آن، او به همراه چند ژنرال تزاری دیگر به جنوب به تاگانروگ، زادگاه همسرش رفت و تحت عنوان تاجری به نام اسموکونیکف زندگی کرد. پس از تصرف شهر توسط ارتش سرخ، رننکمپف با لباس مبدل و با استفاده از یک اسم یونانی به نام مندوساکیس ناپدید شد، اما توسط ارتش سرخ ردیابی و شناسایی شد، پس از دستگیری، به دستور فرمانده کل ارتش سرخ ولادمیر آنتونف افسینکو به مقر بلشویک‌ها برده شد. پس از ورود، به او که ژنرال سابق ارتش امپراتوری روسیه تزاری بود، علاوه بر نادیده گرفته شدن حکم اعدام، فرماندهی در ارتش سرخ پیشنهاد شد. رننکمپف با رد این پیشنهاد، از پیوستن به بلشویک‌ها و خیانت به سرزمین مادری خودداری کرد و گفت:
من پیر هستم. چیزی از زندگی من نمانده و برای نجات جانم برخلاف اصولی که دارم عمل نکرده و دست به خیانت نمی‌زنم. به من ارتشی مسلح بدهید و من در برابر آلمان‌ها خواهم جنگید اما شما ارتشی ندارید. رهبری آنچه شما ارتش می‌نامید کشاندن مردم به جنگ و در نتیجه سلاخی و کشتار آن‌هاست. من چنین مسئولیتی را بر عهده نخواهم گرفت.
در آن زمان، آلمان‌ها هم مانند لژیون چکسلواکی و ارتش سفید آنتون دنیکین در حال پیشروی به سمت تاگانروگ بودند. در نتیجه، رننکمپف به نزدیکی خطوط راه‌آهن که از ایستگاه مارتسوو به بالتیک حرکت می‌کرد، برده شد. در بدو ورود، رننکمپف مجبور شد قبر خود را حفر کند و قبل از اصابت گلوله به شقیقه‌اش با چاقو مجروح شد.

## افتخارات و جوایز

### امپراتوری روسیه
- نشان استانیسلاس مقدس، سومین کلاس (۱۸۸۴)
- نشان آنای مقدس، سومین کلاس (۱۸۸۸)
- نشان استانیلاس مقدس، دومین کلاس (۱۸۹۴)
- نشان آنای مقدس، دومین کلاس (۱۸۹۵)
- نشان ولادیمیر مقدس، چهارمین کلاس (۱۸۹۹)
- نشان جورج مقدس، چهارمین کلاس (۱۹۰۰)
- نشان جورج مقدس، سومین کلاس (۱۹۰۰)
- نشان ولادیمیر مقدس، سومین کلاس (۱۹۰۳)
- نشان استانیلاس مقدس، اولین کلاس همراه با شمشیر (۱۹۰۵)
- سلاح طلایی همراه با الماس و نوشته «برای شجاعت» (۱۹۰۶)
- نشان آنای مقدس، اولین کلاس (۱۹۰۷)
- نشان ولادیمیر مقدس، دومین کلاس همراه با شمشیر (۱۹۱۴)

### خارجی
- سوئد:
  -  نشان شمشیر (قبل از ۱۹۱۴)
- امپراتوری اتریش:
  -  نشان تاج آهنین (قبل از ۱۹۱۴)